# 矢口氏
矢口氏（やぐちし）は、日本の武家氏族。古代より信濃国安曇郡の領主として栄えた仁科氏の被官である。

## 概要

### 出自
矢口氏の出自については、一説には筑摩郡、安曇郡南部に盤踞した犬甘氏をはじめとする大伴氏流一族とされている。
犬甘氏や細萱氏といった信濃の大伴流氏族は、筑摩郡に存在した国衙または御牧、社宮を拠り所として勢力を拡大した一党であり、そのうち安曇郡に勢力を展開した一派だという。事実、大伴流を称する細萱一族の通字「知」の字を矢口氏も「矢口知光、則知」といったように使用していることからこれら南安曇地方に栄えた細萱・犬甘らと同族であった可能性は存在する。
長野県大町市平の野口地区における伝承では、矢口氏はもと野口姓であり、安曇郡に所在する若一王子社の流鏑馬における的を献上していたため、矢口に改姓したとされている。

#### 室町時代
矢口一族が、歴史上に初めて確認できるのは応永7年（1400年）に勃発した、信濃守護・小笠原長秀を信濃国人衆が放逐した事件（大塔合戦）を記した「信州大塔軍記」における記述である。
当時の仁科家当主だったと思われる仁科盛房の寄騎として、矢口将監および同族とされる野口姓が見受けられる。同資料には、ほかにも仁科氏分家、家臣団が多く記載されている。
応仁の乱後、各地が乱国状態となり、それに伴って仁科氏も勢力維持および権力基盤確保のため、小笠原氏との抗争や折衝を重ねながら（文明12年における桔梗ヶ原の戦い、仁科盛能による小笠原家との縁談など）穂高方面への積極的進出を試みていった。これによって、穂高の有力領主であった細萱氏に代わって仁科一族が穂高神社の行事を取り仕切るようになった。
同社の「三宮穂高社御造宮定日記」という遷宮祭記録において、明応10年（1501年）2月11日の条に、造営奉行として矢口知光がその名を列している。
また、時期は不明であるが、西山集落に地頭職を得て同地に入部した滋野氏流西山氏の城郭と目される西山城の山麓に居を構え（矢口氏館）、後世松本藩が記した『信府統記』には戦国時代における同城城主として矢口筑前守の名が記される。

#### 戦国時代
天文21年（1552年）、武田氏による小笠原長時の信濃放逐と同時に、仁科盛康ら仁科家一族は武田晴信に追従した。矢口氏が武田氏傘下となって以降も西山城を保持したかは定かでない。
その後、矢口氏に関連する氏名が見えるのは武田家臣団のうち「仁科衆」が生島足島神社に納めた起請文であり、日岐氏・渋田見氏らと共に「野口成吉（簗賀吉久等連署）、野口政親（堀金盛広起請文）」の名がみえるにとどまる。

#### 江戸時代
武田氏滅亡からの天正壬午の乱にかけて、小笠原氏による安曇郡国衆粛清において、矢口一族の多くがどのような行動をとったかは不明だが、おそらく帰農したものと考えられる。
なお、鵜山に居住した矢口兵右衛門という人物は、小笠原氏に従い安曇郡の筋奉行となっている。また江戸時代初期には仁科神明宮の棟札に矢口姓が複数見受けられる（但し仁科氏の治世である中世における神明宮棟札には矢口姓が存在せず、天正壬午の乱を経て神明宮へ奉仕していた氏族が安曇郡より離れたのち、もともと奉仕する地位になかった矢口氏が地元有力者として遷宮にかかわるようになったと思われる）。
また、日岐城への在番衆にも矢口伊右衛門という人物がみられる。
その後、戸田康長が松本藩主として安筑両郡に入部すると、信濃の地侍を召し抱えており、その中に矢口姓がある。このため、一時的に帰農したのち、再度松本藩士として返り咲いた一族も居たようである。